# Setanta opacula
Setanta opacula är en stekelart som först beskrevs av Cresson 1874.  Setanta opacula ingår i släktet Setanta och familjen brokparasitsteklar. Inga underarter finns listade i Catalogue of Life.